# Gaelan Connell

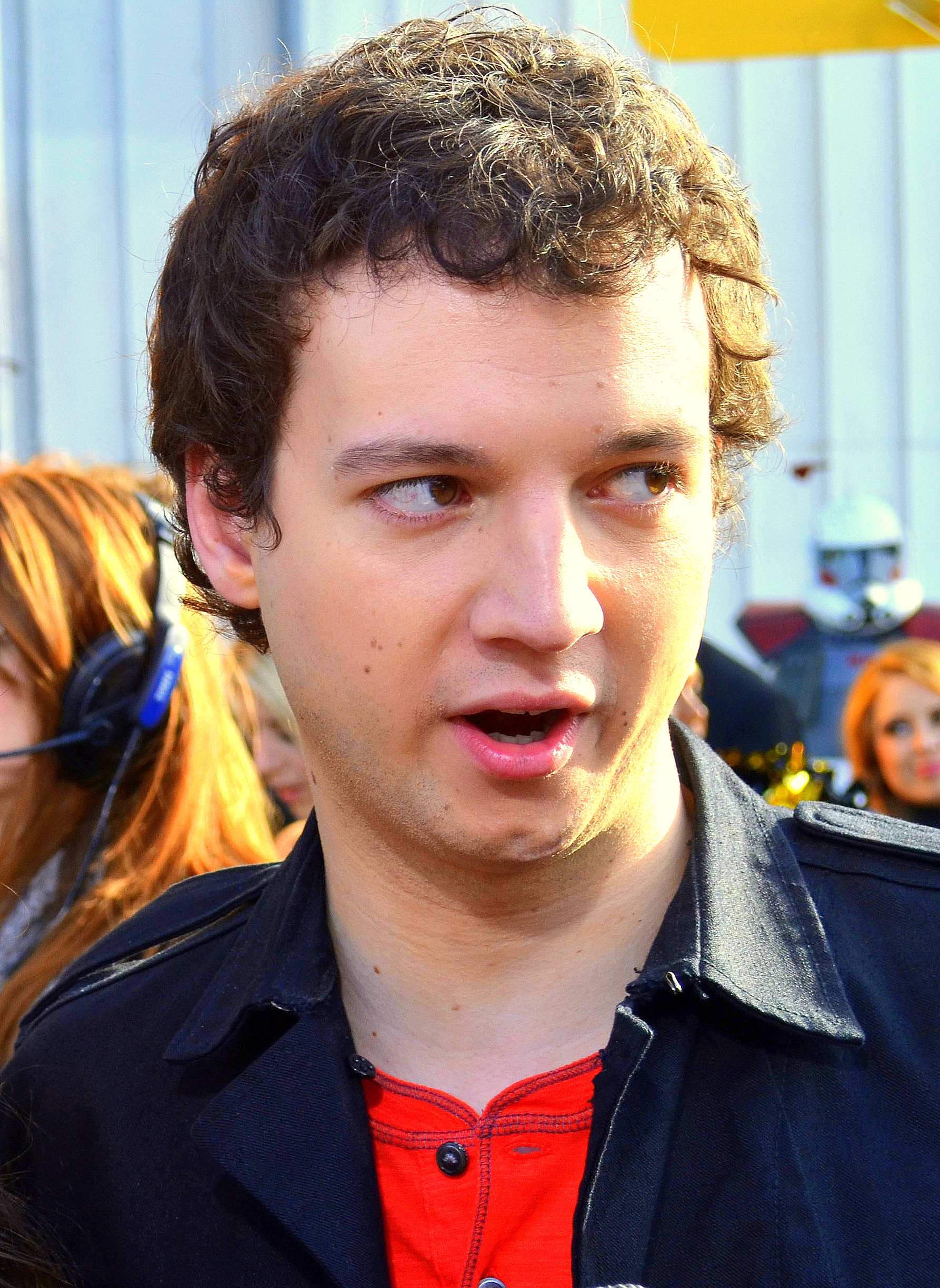
Gaelan Connell

Gaelan Alexander Connell (* 19. Mai 1989 in Washington, D.C.) ist ein US-amerikanischer Schauspieler, der vor allem als Will Burton in dem Film Bandslam – Get Ready to Rock! bekannt ist.
Connell gab sein Schauspieldebüt im Jahr 2000 in dem Film Chocolat – Ein kleiner Biss genügt. Vier Jahre danach folgte eine kleine Rolle in A Dirty Shame. Nach weiteren eher kleineren Auftritten war er 2009 in Bandslam – Get Ready to Rock! zu sehen. Im Jahr 2012 übernahm er eine Rolle in der Serie Level Up, die auf einem im Jahr zuvor produzierten Fernsehfilm gleichen Titels beruht. Ebenfalls 2012 gab er sein Debüt als Produzent, Drehbuchautor sowie Co-Regisseur mit dem Film I Am Ben.